# Without Your Love (låt av Gary O'Shaughnessy)
Without Your Love är en låt framförd av den irländska sångaren Gary O'Shaughnessy. Låten var Irlands bidrag i Eurovision Song Contest 2001 i Köpenhamn i Danmark. Låten är skriven av Pat Sheridan.
Bidraget framfördes i finalen den 12 maj med startnummer 12, efter Portugal och före Spanien, och slutade där på tjugoförsta plats med 6 poäng. 
Tjugoförsta platsen var Irlands sämsta resultat i tävlingen någonsin efter att ha deltagit 35 gånger tidigare.